# Клітина Гюртле
Клітина Гюртле (онкоцит, клітина Асканазі, Б-клітина) — клітина щитоподібної залози, яка часто асоціюється з тиреоїдитом Хашимото, а також доброякісними та злоякісними пухлинами (Гюртле-клітинна аденома та Гюртле-клітинна карцинома, що раніше вважалася підтипом фолікулярного раку щитоподібної залози). Гюртле-клітинна карцинома є відносно рідкісною формою диференційованого раку щитоподібної залози, на який припадає лише 3-10 % усіх диференційованих видів раку щитоподібної залози. Онкоцити в щитоподібній залозі часто називають клітинами Гюртле, але термін клітина Гюртле використовується лише для позначення клітин щитоподібної залози фолікулярного походження.

## Хвороби
Аденома і карцинома Гюртле — доброякісна та злоякісна пухлини відповідно, що виникають з фолікулярного епітелію щитоподібної залози. Мітохондріальна ДНК Гюртле-клітинного раку містить соматичні мутації. Гюртле-клітинна карцинома містить щонайменше 75 % клітин Гюртле. При хронічному лімфоцитарному тиреоїдиті або тиреоїдиті Хашимото, а також при випадках тривалої хвороби Грейвса також виявляють клітини Гюртле.

## Діагностика
Гюртле-клітинна аденома діагностується частіше ніж Гюртле-клітинна карцинома. Аденома трапляється у жінок частіше ніж у чоловіків, співвідношення становить 8 : 1, тоді як для карциноми це співвідношення — 2 : 1. Також карцинома частіше виявляється у людей старшого віку, середній вік при постановці діагнозу становить приблизно 61 рік. Рак рідко поширюється на лімфатичні вузли, але у деяких пацієнтів метастази знаходять в легенях або навколишніх кістках. Дуже важко розрізнити між собою доброякісні та злоякісні Гюртле-клітинні новоутворення, оскільки розмір та характер росту пухлини не можуть бути використані для визначення злоякісності, хоча більші пухлини мають більшу частоту злоякісних новоутворень. Гюртле-клітинні аденоми та карциноми можуть бути розділені наявністю, у разі карцином, або відсутністю, у випадку аденом, як капсульної інвазії, так і судинної інвазії. Пухлини, що виявляють лише капсульну інвазію, мають тенденцію поводитися менш агресивно, ніж пухлини із судинною інвазією. Хоча малоінвазивна або інкапсульована карцинома повністю оточена фіброзною капсулою, широкоінвазивна карцинома демонструє велику область як капсульної, так і судинної інвазії. Класифікація важлива, оскільки широкоінвазивні пухлини можуть мати наслідки із 55 % смертністю.

## Гістологія
Клітини Гюртле виникають з фолікулярного епітелію. Вони мають еозинофільну зернисту цитоплазму і везикулярне ядро з великим ядерцем. Клітини Гюртле більші за фолікулярні. Клітини Гюртле також мають тенденцію бути великими, багатокутними клітинами з чітко вираженими межами. Деякі з цих клітин можуть містити до 5000 мітохондрій, які заповнюють цитоплазму. Повідомляється, що така велика кількість мітохондрій є результатом мутацій мітохондріальної ДНК, зокрема при Б-клітинних неоплазіях та тиреоїдиті Хашимото були виявлені делеції мітохондріальної ДНК клітин Гюртле.

## Лікування
Інвазивна карцинома Гюртле, як правило, лікується тотальною тиреоїдектомією з подальшою терапією радіоактивним йодом. Аденома або малоінвазивна пухлина може бути вилікувана за допомогою лобектомії щитоподібної залози, хоча деякі хірурги виконують тотальну тиреоїдектомію, щоб запобігти рецидиву та метастазуванню пухлини.

## Історія
Клітина Гюртле названа на честь німецького гістолога Карла Гюртле, який досліджував секреторну функцію щитоподібної залози у собак. Однак це помилкова назва, оскільки Гюртле фактично описав парафолікулярні С-клітини. Клітина, відома як клітина Гюртле, була вперше описана в 1898 році Максом Асканазі, який виявив її у пацієнтів з хворобою Грейвса.